# The Game Awards 2015
The Game Awards 2015 – mająca miejsce 3 grudnia 2015 roku gala, podczas której przedstawicielom branży gier komputerowych przyznano The Game Awards w 22 kategoriach. Podczas ceremonii, transmitowanej na żywo za pośrednictwem serwisów takich jak np. YouTube, zaprezentowano również premierowe materiały z różnych gier. Ceremonia, przeprowadzona w Microsoft Theater w Los Angeles, zgromadziła 2.3 mln widzów.

## Jurorzy i doradcy
| Juror                | Medium                 | Kraj              |
| -------------------- | ---------------------- | ----------------- |
| Woodee               | Associated Press       | Stany Zjednoczone |
| Federico Cella       | „Corriere della Sera”  | Włochy            |
| Victor Lucas         | Electric Playground    | Kanada            |
| Jean-Marc Wallimann  | ExtraLife              | Francja           |
| Andy McNamara        | „Game Informer”        | Stany Zjednoczone |
| Ludwig Kietzmann     | GamesRadar             | Stany Zjednoczone |
| Jeff Gerstmann       | Giant Bomb             | Stany Zjednoczone |
| Tal Blevins          | IGN                    | Stany Zjednoczone |
| Clayton Purdom       | Kill Screen            | Stany Zjednoczone |
| Jorge Arellano       | LevelUp                | Meksyk            |
| Nacho Ortiz          | Meristation            | Hiszpania         |
| Tyler Wilde          | „PC Gamer”             | Stany Zjednoczone |
| Christopher Grant    | Polygon                | Stany Zjednoczone |
| Theo Artioli Azevedo | UOL Jogos              | Brazylia          |
| Brett Molina         | „USA Today”            | Stany Zjednoczone |
| Chris Kohler         | „Wired”                | Stany Zjednoczone |
| Stephen Farrelly     | AusGamers              | Australia         |
| Tony Mott            | EDGE                   | Wielka Brytania   |
| Darren Franich       | „Entertainment Weekly” | Stany Zjednoczone |
| Katsuhiko Hayashi    | „Famitsu”              | Japonia           |
| Ben Howard           | GameSpot               | Stany Zjednoczone |
| Brandon Jones        | GameTrailers           | Stany Zjednoczone |
| Keith Stuart         | „The Guardian”         | Wielka Brytania   |
| Frédéric Goyon       | JeuxVideo              | Francja           |
| Todd Martens         | „Los Angeles Times”    | Stany Zjednoczone |
| Chelsea Stark        | Mashable               | Stany Zjednoczone |
| Malik Forté          | Nerdist Industries     | Stany Zjednoczone |
| Robert Khoo          | Penny Arcade           | Stany Zjednoczone |
| Joachim Hesse        | SPIELETIPPS            | Niemcy            |
| Jeremy Parish        | „US Gamer”             | Stany Zjednoczone |
| Mike Diver           | „Vice”                 | Wielka Brytania   |
| Ben Silverman        | Yahoo!                 | Stany Zjednoczone |

| Członek komitetu e-sportowego | Medium          | Kraj              |
| ----------------------------- | --------------- | ----------------- |
| Richard Lewis                 | Breitbart       | Wielka Brytania   |
| Paul „ReDeYe” Chaloner        | Gfinity         | Wielka Brytania   |
| Travis Gafford                | GameSpot        | Stany Zjednoczone |
| Rob Simpson                   | Redbull eSports | Stany Zjednoczone |
| Marcus „djWHEAT” Graham       | Twitch          | Stany Zjednoczone |
| Michal Blicharz               | ESL             | Stany Zjednoczone |
| Kevin Knocke                  | IGN             | Stany Zjednoczone |
| Radosław Kołew                | GosuGamers      | Bułgaria          |
| Kevin Morris                  | „The Daily Dot” | Stany Zjednoczone |
| Lester Chen                   | YouTube Gaming  | Stany Zjednoczone |

| Członek komitetu doradczego | Opis                                          | Kraj              |
| --------------------------- | --------------------------------------------- | ----------------- |
| Eric Hirshberg              | prezes Activision Publishing                  | Stany Zjednoczone |
| Peter Moore                 | prezes Electronic Arts                        | Stany Zjednoczone |
| Hideo Kojima                | założyciel Kojima Productions                 | Japonia           |
| Phil Spencer                | dyrektor oddziału Microsoftu ds. Xboksa       | Stany Zjednoczone |
| Reggie Fils-Aime            | prezes Nintendo of America                    | Stany Zjednoczone |
| Shawn Layden                | prezes Sony Computer Entertainment America    | Stany Zjednoczone |
| David Haddad                | prezes Warner Bros. Interactive Entertainment | Stany Zjednoczone |
| Yves Guillemot              | prezes i współzałożyciel Ubisoftu             | Francja           |
| Rockstar Games              | producent gier komputerowych                  | Stany Zjednoczone |
| Valve Corporation           | producent gier komputerowych i oprogramowania | Stany Zjednoczone |

## Nagrody
Lista nominowanych ogłoszona została 13 listopada 2015 roku. Zwycięzcy oznaczeni zostali pogrubieniem.

### Nagrody jury
| Gra roku | Deweloper roku |
| --- | --- |
| - Wiedźmin 3: Dziki Gon – CD Projekt RED - Bloodborne – FromSoftware - Fallout 4 – Bethesda Game Studios - Metal Gear Solid V: The Phantom Pain – Kojima Productions - Super Mario Maker – Nintendo | - CD Projekt RED - Bethesda Game Studios - FromSoftware - Kojima Productions - Nintendo |
| Najlepsza gra niezależna | Najlepsza gra mobilna lub na urządzenia przenośne |
| - Rocket League – Psyonix - Axiom Verge – Tom Happ - Her Story – Sam Barlow - Ori and the Blind Forest – Moon Studios - Undertale – tobyfox | - Lara Croft Go – Square Enix Montreal - Downwell – Moppin - Fallout Shelter – Bethesda Game Studios i Behaviour Interactive - Monster Hunter 4 Ultimate – Capcom - Pac-Man 256 – Hipster Whale                                                                                          |
| Najlepszy scenariusz | Najlepsza ścieżka dźwiękowa |
| - Her Story – Sam Barlow - Life is Strange – Christian Divine i Jean-Luc Cano - Tales from the Borderlands – Pierre Shorette, Adam Hines, Jeremy Breslau, Chuck Jordan, Eric Stirpe, Anthony Burch i Zack Keller - Wiedźmin 3: Dziki Gon – Marcin Blacha i Borys Pugacz-Muraszkiewicz - Until Dawn – Graham Reznick i Larry Fessenden | - Metal Gear Solid V: The Phantom Pain – Ludvig Forssell, Justin Burnett i Daniel James - Fallout 4 – Inon Zur - Halo 5: Guardians – Kazuma Jinnouchi - Ori and the Blind Forest – Gareth Coker - Wiedźmin 3: Dziki Gon – Marcin Przybyłowicz, Mikołaj Stroiński i Percival Schuttenbach |
| Najlepszy występ | Games for Change |
| - Viva Seifert – Her Story - Ashly Burch jako Chloe Price – Life is Strange - Camilla Luddington jako Lara Croft – Rise of the Tomb Raider - Doug Cockle jako Geralt z Rivii – Wiedźmin 3: Dziki Gon - Mark Hamill jako Joker – Batman: Arkham Knight                                                                                 | - Life is Strange – Dontnod Entertainment - Cibele – Star Maid Games - Her Story – Sam Barlow - Sunset – Tale of Tales - Undertale – tobyfox |
| Najlepsza strzelanka | Najlepsza przygodowa gra akcji |
| - Splatoon – Nintendo - Call of Duty: Black Ops III – Treyarch - Destiny: The Taken King – Bungie - Halo 5: Guardians – 343 Industries - Star Wars: Battlefront – EA Digital Illusions CE | - Metal Gear Solid V: The Phantom Pain – Kojima Productions - Assassin’s Creed: Syndicate – Ubisoft Québec - Batman: Arkham Knight – Rocksteady Studios - Ori and the Blind Forest – Moon Studios - Rise of the Tomb Raider – Crystal Dynamics                                           |
| Najlepsza gra fabularna | Najlepsza bijatyka |
| - Wiedźmin 3: Dziki Gon – CD Projekt RED - Bloodborne – FromSoftware - Fallout 4 – Bethesda Game Studios - Pillars of Eternity – Obsidian Entertainment - Undertale – tobyfox | - Mortal Kombat X – NetherRealm Studios - Guilty Gear Xrd – Arc System Works Team Red - Rise of Incarnates – Bandai Namco Entertainment - Rising Thunder – Radiant Entertainment |
| Najlepsza gra familijna | Najlepsza gra sportowa/wyścigowa |
| - Super Mario Maker – Nintendo - Disney Infinity 3.0 – Avalanche Software, Ninja Theory, Studio Gobo, Sumo Digital i United Front Games - Lego Dimensions – Traveller’s Tales - Skylanders: SuperChargers – Vicarious Visions i Beenox - Splatoon – Nintendo                                                                          | - Rocket League – Psyonix - FIFA 16 – EA Canada - Forza Motorsport 6 – Turn 10 Studios - NBA 2K16 – Visual Concepts - Pro Evolution Soccer 2016 – PES Productions |
| Najlepsza gra sieciowa | Najlepsza oprawa wizualna |
| - Splatoon – Nintendo - Call of Duty: Black Ops III – Treyarch - Destiny: The Taken King – Bungie - Halo 5: Guardians – 343 Industries - Rocket League – Psyonix | - Ori and the Blind Forest – Moon Studios - Batman: Arkham Knight – Rocksteady Studios - Bloodborne – FromSoftware - Metal Gear Solid V: The Phantom Pain – Kojima Productions - Wiedźmin 3: Dziki Gon – CD Projekt RED                                                                  |

### Nagrody fanów
| E-sportowa gra roku | Najlepsza twórczość fanowska |
| --- | --- |
| - Counter-Strike: Global Offensive – Hidden Path Entertainment i Valve Corporation - Call of Duty: Advanced Warfare – Sledgehammer Games - Dota 2 – Valve Corporation - Hearthstone: Heroes of Warcraft – Blizzard Entertainment - League of Legends – Riot Games | - Portal Stories: Mel – Prism Studios - GTA V – Targets – Hoodoo Operator - Real GTA – Corridor Digital - Twitch Plays Dark Souls – społeczność Twitch.tv                                                |
| Popularny gracz | E-sportowa drużyna roku |
| - Greg Miller - TotalBiscuit - Christopher „MonteCristo” Mykles - Markiplier - PewDiePie | - OpTic Gaming - Evil Geniuses - Fnatic - SK Telecom T1 - Team SoloMid |
| E-sportowiec roku | Najbardziej wyczekiwana gra |
| - Kenny „KennyS” Schrub (Team EnVyUs) - Lee „Faker” Sang-hyeok (SK Telecom T1) - Olof „olofmeister” Kajbjer (Fnatic) - Peter „ppd” Dager (Evil Geniuses) - Syed Sumail „Suma1L” Hassan (Evil Geniuses)                                                            | - No Man’s Sky – Hello Games - Horizon Zero Dawn – Guerrilla Games - Quantum Break – Remedy Entertainment - The Last Guardian – genDESIGN i SCE Japan Studio - Uncharted 4: Kres złodzieja – Naughty Dog |